# Musikjahr 1711
Liste der Musikjahre

◄◄ | ◄ | 1707 | 1708 | 1709 | 1710 | Musikjahr 1711 | 1712 | 1713 | 1714 | 1715 | ► | ►►

Weitere Ereignisse
Dieser Artikel behandelt das Musikjahr 1711.

## Ereignisse

### Johann Sebastian Bach
- Johann Sebastian Bach ist in Weimar als Hoforganist und Kammermusiker am Hof von Herzog Wilhelm Ernst tätig.

### Georg Friedrich Händel
- Georg Friedrich Händel, der seit Juni 1710 als Kapellmeister am Hofe von Hannover des Kurfürsten Georg Ludwig beschäftigt ist, verbringt das ganze Jahr 1711 in London und reizt damit sein mit dem Hof von Hannover vereinbartes Urlaubsmaximum aus.
- 24. Februar: Am Londoner Queen’s Theatre wird Händels Erstfassung der Oper Rinaldo mit außerordentlichem Erfolg uraufgeführt. Das Libretto stammt von Giacomo Rossi, nach Aaron Hill und La Gerusalemme Liberata von Torquato Tasso. So erfolgreich die Musik ist, so umstritten sind die eingesetzten Bühneneffekte, deren es viele gibt und die von Kritikern als kindisch und absurd verurteilt werden. So lässt man während einer Gleichnis-Arie, in der die Vögel das Vergleichsobjekt sind, Spatzen auf die Bühne fliegen. Aus der Oper stammt die bekannte Sarabanden-Arie Lascia ch’io pianga mit einem Thema, das Händel zuvor schon in Almira und Il Trionfo verwandt hat.

### Alessandro Scarlatti
- Alessandro Scarlatti, der in Neapel als Kapellmeister der Cappella Reale tätig ist, beschäftigt sich mit der von ihm bis dahin vernachlässigten Instrumentalmusik. 1715 wird er die 12 Sinfonie di concerto grosso herausgeben können.

### Domenico Scarlatti
- Domenico Scarlatti ist in Rom seit 1709 bei der im Exil lebenden und im Palazzo Zuccari wohnenden polnischen Königin Maria Casimira Sobieska angestellt, für deren Privatbühne er im Laufe der Jahre sechs Opern, sowie mindestens eine Kantate und ein Oratorium komponiert.
- Von 1711 bis 1714 arbeitet Scarlatti mit dem Librettisten Carlo Sigismondo Capece und dem Bühnenbildner Filippo Juvarra zusammen. Zu den gemeinsam geschaffenen Werken gehören Tolomeo, Tetide in Sciro und Amor d’un Ombra.
- 19. Januar: Die Oper Tolomeo et Alessandro, overo La Corona Disprezzata von Domenico Scarlatti auf das Libretto von Carlo Sigismondo Capece wird in Rom uraufgeführt.
- Die Uraufführung der Oper L’Orlando, overo la Gelosa Pazzia von Domenico Scarlatti auf das Libretto von Carlo Sigismondo Capece nach Ludovico Ariosto findet in Rom statt.

### Georg Philipp Telemann
- Georg Philipp Telemann ist seit Dezember 1708 in Eisenach als Konzertmeister und Kantor am Hof des Herzogs Johann Wilhelm beschäftigt und leitet ein von ihm gegründetes Orchester.
- Telemann komponiert in Eisenach bis ins Jahr 1712 Konzerte für verschiedene Besetzungen, Kantaten sowie Serenaden, Kirchenmusiken und „Operetten“ für festliche Anlässe. Den Text dazu verfasst er meistens selbst. Als Bariton ist er bei der Aufführung seiner eigenen Kantaten beteiligt.
- 00. Januar: Telemanns Frau, eine Tochter des Komponisten Daniel Eberlin, verstirbt bei der Geburt der ersten Tochter am Kindbettfieber.

### Antonio Vivaldi

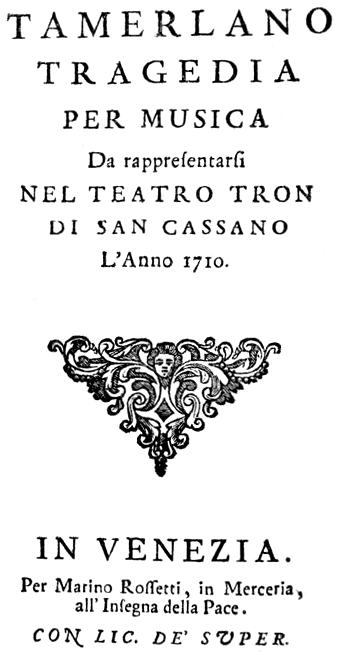
Francesco Gasparini – Tamerlano – Titelseite des Librettos – Venedig 1711

- Antonio Vivaldi, der seit 1703 als maestro di violino, seit 1704 zusätzlich als maestro di viola all’inglese im Orchester des Ospedale della Pietà (eines von vier Heimen in Venedig für Waisenmädchen) beschäftigt ist, unterbricht seine Tätigkeit als Instrumentallehrer von Februar 1709 bis September 1711. Danach wird er zum musikalischen Leiter des Orchesters berufen (maestro de’ concerti). Das Orchester erlangt bald einen für die damalige Zeit legendären Ruf und lockt zahlreiche Italienreisende an.
- Nach zwei in Venedig gedruckten Sonatensammlungen (12 Triosonaten op. 1, gedruckt 1705, und 12 Violinsonaten op. 2, gedruckt 1709) wird Antonio Vivaldi mit der 1711 gedruckten Konzertsammlung L’estro armonico (etwa: „Die harmonische Eingebung“) op. 3 eine europäische Berühmtheit.

### Weitere biografische Ereignisse
- Johann Ludwig Bach steht der Meininger Hofkapelle als Kapellmeister vor, nachdem er hier bereits ab 1709 als „Capell Inspector“ tätig ist. In dieser Funktion obliegt ihm die Verwaltung der Instrumente sowie die Komposition von weltlichen Werken.
- Arcangelo Corelli bereitet spätestes ab 1711 die Veröffentlichung seiner 12 Concerti grossi op. 6 vor.
- Johann Friedrich Fasch schreibt Opern für das Naumburger Opernhaus und spielt im Orchester des Opernhauses am Brühl.
- Dank der Witwe von Nicolas de Grigny erscheint die zweite Ausgabe der Sammlung von Orgelwerken Premier livre d'orgue (Das erste Orgelbuch) des Komponisten.
- Bei einem Aufenthalt in Venedig macht Francesco Manfredini Bekanntschaft mit dem Fürsten Antonio I. Grimaldi von Monaco, in dessen Dienste er für sechzehn Jahre als Kapellmeister tritt.
- Bei einer 1711 unternommenen Reise macht Johann Georg Pisendel die persönliche Bekanntschaft von Georg Philipp Telemann in Eisenach und von Christoph Graupner in Darmstadt.
- Der Hoftrompeter der englischen Königin und Lautenist John Shore erfindet die Stimmgabel.

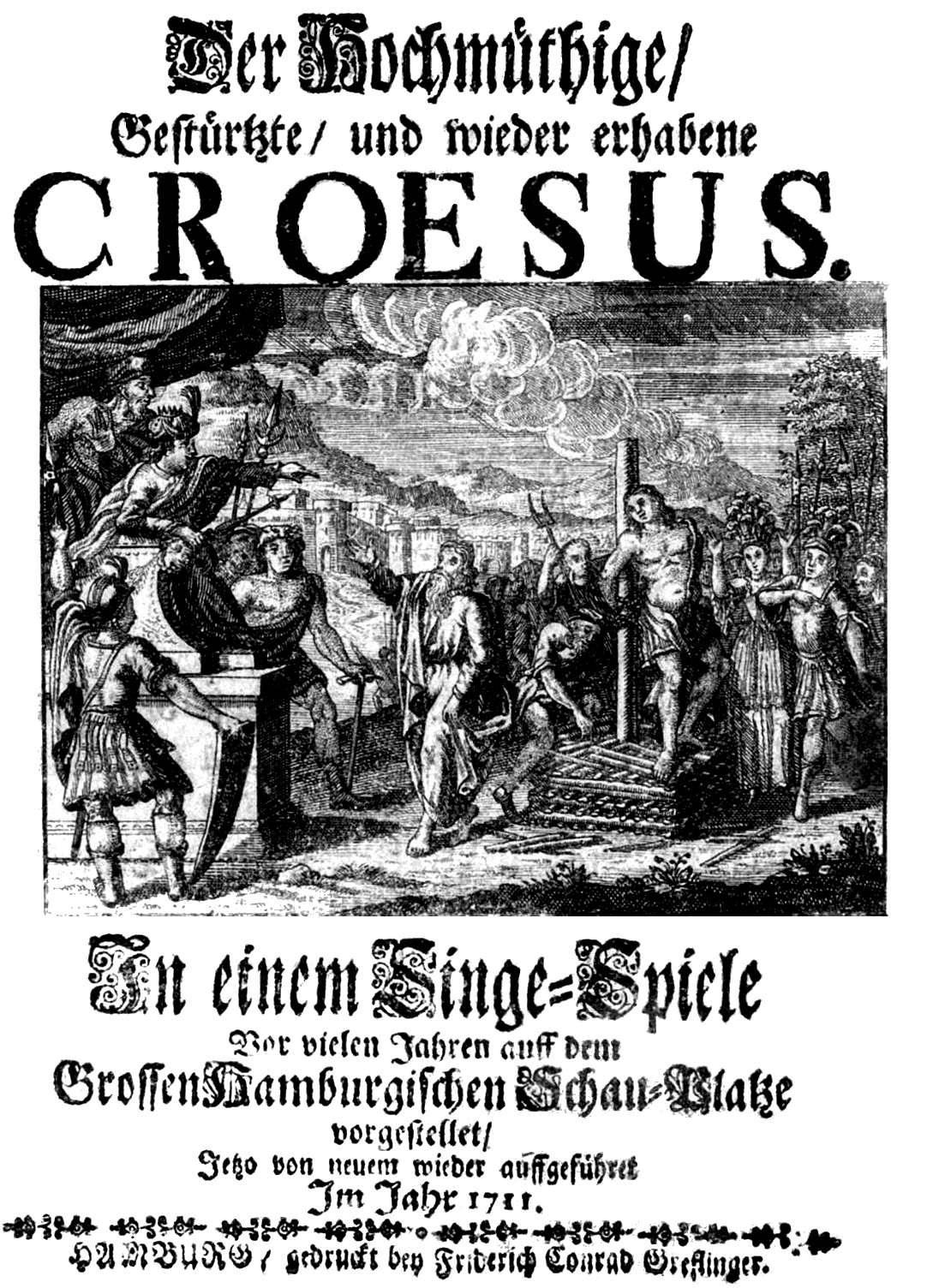
Reinhard Keiser – Croesus – Titelseite des Librettos – Hamburg 1711

- Gottfried Silbermann baut für seine Heimatstadt Frauenstein seine erste Orgel in Deutschland und verzichtet dabei auf Lohn, „weil Frauenstein mein Vaterland, Gott zu Ehren und der Kirche zu Liebe“. Im selben Jahr eröffnet Silbermann seine Orgelbauwerkstatt in Freiberg, wo ihn der Superintendent Christian Lehmann fördert und unterstützt.
- John Walsh wird der Musikverleger von Georg Friedrich Händel. Aus dem Druck und der Veröffentlichung der Oper Rinaldo zieht er einen großen Gewinn.
- Jahre nach seinem Rückzug von der Opernbühne singt der berühmte Altkastrat Pistocchi bei einem Fest zu Ehren des Hl. Gaudentius in Novara als primo uomo neben seinem Schüler Gaetano Berenstadt, welcher später im Jahr auch in Bologna in Luca Antonio Predieris Oper La virtù in trionfo, o sia La Griselda auftritt.

### Uraufführungen

#### Bühnenwerke

##### Oper
- 09. Februar: Die Uraufführung der Oper Die geheimen Begebenheiten Henrico IV, Königs von Castilien und Leon oder Die getheilte Liebe von Johann Mattheson auf das Libretto von Johann Joachim Hoë findet in Hamburg statt.
- 01. Mai: In Mexico-Stadt wird die Oper La Partenope von Manuel de Sumaya uraufgeführt.
- 14. November: Die Oper La forza del sangue von Antonio Lotti auf das Libretto von Francesco Silvani, ein Dramma per musica in drei Akten wird in Venedig uraufgeführt.
- Die Erstfassung des Singspiels in drei Akten Der hochmütige, gestürzte und wieder erhabene Croesus von Reinhard Keiser auf das Libretto von Lucas von Bostel nach Il Creso von Nicolò Minato hat ihre Uraufführung in der Oper am Gänsemarkt in Hamburg.

- Johann Friedrich Fasch – Clomire
- Francesco Gasparini – Tamerlano
- Georg Friedrich Händel – Rinaldo

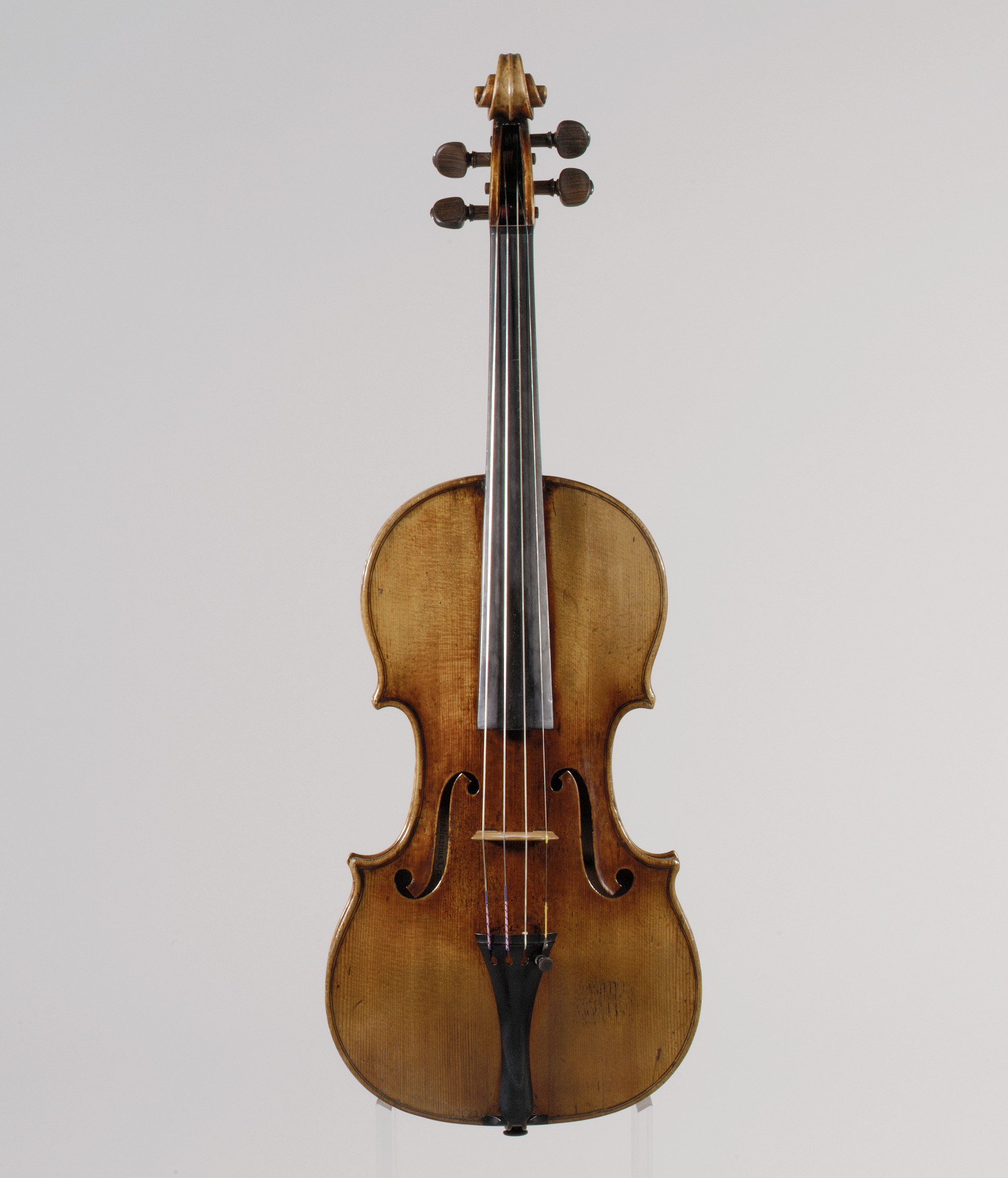
Violine Antonius von Antonio Stradivari

- Antonio Lotti – Il tradimento traditor di se stesso (Libretto von Francesco Silvani; Dramma per musica in drei Akten; Venedig)
- Nicola Antonio Porpora – Flavio Anicio Olibrio
- Domenico Scarlatti
  - Tolomeo et Alessandro, overo La Corona Disprezzata
  - L’Orlando, overo la Gelosa Pazzia (Musik verschollen)

### Instrumentalmusik

#### Konzerte
- Antonio Vivaldi – L’Estro armonico op. 3, 12 Violinkonzerte für 1–4 Soloviolinen und Orchester (veröffentlicht in Amsterdam)
- Francesco Manfredini – Concerto con una o due trombe

#### Kammermusik
- Tomaso Albinoni – Trattenimenti armonici per camera op. 6, Amsterdam (ca. 1711)
- Marin Marais – Pièces de Viole, 3. Buch

### Vokalmusik

#### Geistlich
- Élisabeth Jacquet de La Guerre – Cantates françoises, livre II (Paris, 1711), darin:

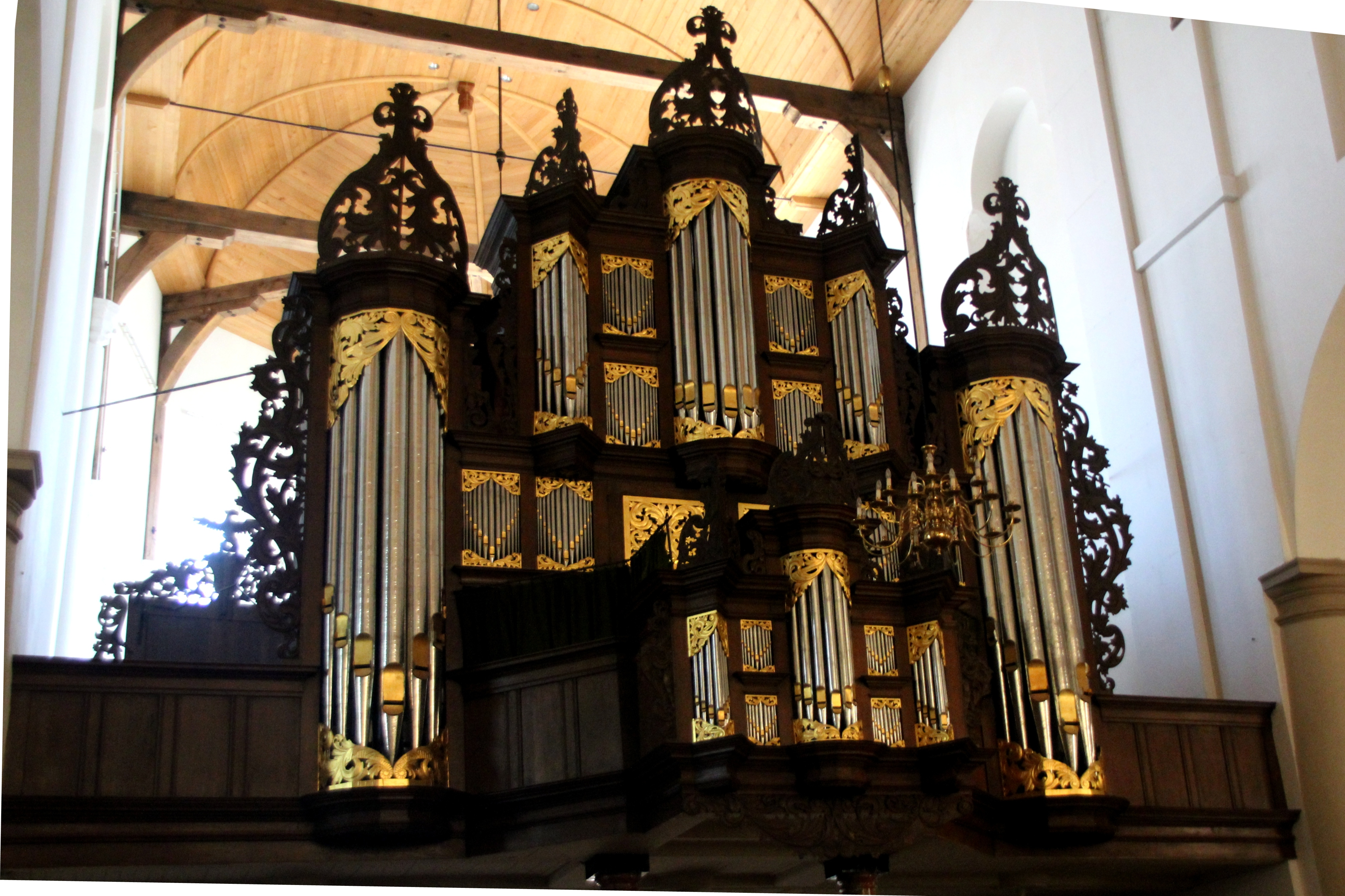
Schnitger-Orgel in der Martinikerk in Sneek

  - Adam
  - Le temple rebasti
  - Le deluge
  - Joseph
  - Jepthe
  - Samson

### Instrumentenbau
- Arp Schnitger
  - stellt die Orgel der Alten Kirche (Pellworm) fertig,
  - stellt die Orgel in der Martinikerk in Sneek fertig und
  - baut die Orgel in der Hervormde Kerk in Ferwert.
- Gottfried Silbermann – Orgel in der Stadtkirche in Frauenstein
- In der Werkstatt von Antonio Stradivari entstehen die heute unter den Namen Liegnitz, Lady Inchiquin und Antonius bekannten Violinen sowie die Violoncelli Duport und Mara.

## Geboren

### Geburtsdatum gesichert
- 12. Januar: Gaetano Latilla, italienischer Komponist († 1788)
- 29. Januar: Giuseppe Bonno, österreichischer Komponist († 1788)
- 29. Januar: Johann Pöschel, deutscher lutherischer Geistlicher und Kirchenlieddichter († 1741)
- 01. März: Jan Josef Brixi, böhmischer Organist, Kantor und Komponist († 1762)
- 04. März: Matthäus Stach, deutscher Missionar und Kirchenlieddichter († 1787)
- 18. März oder 22. März: Johann Friedrich Berwald, deutscher Musiker († 1789)
- 08. Mai: Johann Sebastian Diez, deutscher Komponist, Chorleiter und Pädagoge († 1793)
- 23. Juni: Giovanni Battista Guadagnini, italienischer Geigenbauer († 1786)
- 26. Juli: Lorenz Christoph Mizler, deutscher philosophischer Gelehrter, Schriftsteller, Mediziner, Buchdrucker und -händler, Musiktheoretiker und -wissenschaftler († 1778)
- 11. September: William Boyce, englischer Komponist († 1779)
- 18. September (getauft): Ignaz Holzbauer, österreichischer Komponist († 1783)
- 05. November: Kitty Clive, englische Schauspielerin, Sopranistin und Autorin († 1785)
- 04. Dezember: Maria Barbara de Bragança, Schülerin und lebenslange Freundin von Domenico Scarlatti, Cembalovirtuosin und später Mäzenin von Farinelli und der italienischen Oper in Madrid. († 1758)
- 06. Dezember: Albertus Groneman, niederländischer Komponist deutscher Abstammung († 1778)
- 25. Dezember: Jean Cassanéa de Mondonville, französischer Violinvirtuose und Komponist († 1772)

### Genaues Geburtsdatum unbekannt
- Panna Czinka, ungarische Violinistin/Romamusikerin († 1772)
- Davide Perez, italienischer Opernkomponist († 1778)
- John Francis Wade, englischer Notenkopist († 1786)

## Gestorben
- 17. Februar: José de Vaquedano, spanischer Priester, Komponist und Kapellmeister (* 1642)
- 21. August: Caspar Hopf, sächsischer Geigenbauer (* 1650)
- 27. September: Christian Geist, deutscher Organist und Komponist (* um 1650)
- 01. November: Christian Demelius, deutscher Komponist (* 1643)
- 03. November: Ferdinand Tobias Richter, deutscher Komponist und Organist (* 1651)
- 00. Dezember: Johann Nicolaus Hanff, deutscher Organist und Komponist (* 1663)